# 王弥
王 弥（おう び、? - 311年）は、中国五胡十六国時代の漢（後の前趙）の軍人。字は子固。東萊郡出身の漢人。祖父は魏で玄菟太守、西晋で汝南郡太守を務めた王頎。弟の王璋・従弟の王桑もまた漢に仕えた。西晋末年の反乱勢力の統領であり、その中でも特に大規模な勢力となって華北を荒らし回り、西晋の国力を大いに衰微させた。後に劉淵に帰順して漢の将軍となり、洛陽攻略などの大功を挙げた。最終的な官位は大将軍まで至ったが、鎮東大将軍石勒と対立して誅殺された。

## 生涯

### 若き日
二千石（官職の給料の額。転じて郡太守などの高官のことを指す）の官僚を代々輩出する名門の家系に生まれた。
若くして洛陽に遊学した。後に漢王朝を興す事となる匈奴攣鞮部の劉淵とは非常に仲が良く、劉淵が唯一人本音で語り合える間柄だったという。後に王弥は洛陽から故郷の青州に帰る事となったが、その際には劉淵は九曲の川岸まで見送り、別れを惜しんだという。

### 反乱軍の統領

#### 劉柏根の乱に参画
永興3年（306年）3月、惤県県令劉柏根が数万の兵を擁して東萊郡惤県で挙兵し、惤公と自称した。王弥は下僕を引き連れて彼の傘下に入り、劉柏根から長史（参謀役）に任じられた。従弟の王桑もまた東中郎将に任じられた。劉柏根軍は臨淄へ侵攻すると、都督青州諸軍事司馬略が差し向けた将軍劉暾を返り討ちにし、劉暾を洛陽へ、司馬略を聊城へ撤退させた。だが、その後安北将軍王浚が派遣した軍に敗北を喫してしまい、劉柏根は戦死した。
王弥は敗残兵をかき集めて海岸沿いへ逃れたが、苟純（兗州刺史苟晞の弟）より討伐を受けた。その為、長広山（現在の山東省煙台市萊陽市の東）に逃走して身を隠し、以降は盗賊として活動を継続した。

#### 華北を席巻
永嘉元年（307年）2月、征東大将軍を自称して挙兵すると、青州・徐州一帯へ侵攻して郡太守を討ち取った。当時朝政を掌握していた太傅司馬越は公車令鞠羨を東萊郡太守に抜擢して討伐を命じたが、王弥は返り討ちにして鞠羨の首級を挙げた。だが、兗州刺史苟晞に討伐軍を差し向けられると、大敗を喫して兵は離散してしまった。
当時、旧友であった劉淵が西晋に反乱を起こして挙兵しており、漢（後の前趙）を建国していた。その為、王弥は同じく趙・魏の地で反乱を起こしていた劉霊と合流すると、共に劉淵へ使者を派遣して恭順の意を示した。劉淵は王弥からの使者と分かるとその到来を大いに喜び、同年12月王弥を鎮東大将軍・青徐二州牧・都督縁海諸軍事に任じ、東萊公に封じる旨を伝えた。
永嘉2年（308年）3月、王弥は離散した兵を再び結集させて勢いを盛り返すと、苟晞と再び交戦して幾度も撃ち破った。さらには諸将を分けて青・徐・兗・豫の四州の諸郡へ侵攻させ、泰山・魯・譙・梁・陳・汝南・潁川・襄城など向かう所全てを攻め降し、太守・県令を多く殺害した。これにより王弥の兵力は数万を数えるようになり、朝廷の力ではもはや制御できない程となった。

#### 第一次洛陽侵攻
4月、兵を進めて許昌へ侵攻してこれを占領すると、府庫を暴いて武具を略奪し、装備を揃えた。当時、太傅司馬越は鄄城に駐屯していたが、彼は王弥が洛陽へ侵攻して来る事を警戒し、司馬王斌に甲士5千を与えて洛陽の護衛を命じた。涼州刺史張軌（前涼の初代君主）もまた洛陽救援の為、督護北宮純に将兵を与えて洛陽へ派遣した。
5月、王弥は洛陽目掛けて再び出撃し、轘轅関より洛陽盆地へ侵入すると、晋軍を伊北で撃ち破った。洛陽朝廷は大いに震え上がり、宮城の門は昼でさえ全て閉ざされたままとなった。数日して遂に王弥は洛陽城へ到達し、城南の津陽門に駐屯した。司徒王衍は王斌と共に出撃してこれを阻み、さらに北宮純が勇士百人余りを率いて王弥軍に突撃した。これにより王弥は大敗を喫し、建春門を焼いて東へ撤退したが、王衍は左衛将軍王乗に追撃を命じた。王弥軍は七里澗において追いつかれ、再び敗戦を喫した。

#### 劉淵に帰順
王弥は劉霊へ「晋兵はいまだ強く、このままでは身の置き所が無い。劉元海（劉淵）がかつて人質だった頃、我は彼と洛陽で交流があり、契りを交わし合っていた。今、（劉淵は）漢王を称しており、まさにこれに帰順しようと思うが、如何か」と問うと、劉霊はこれに同意した。そこで王弥は郎党や劉霊・王桑らと共に黄河を渡り、轘轅関より劉淵の下へ亡命した。王弥の到来を聞いて劉淵は大いに喜び、侍中・御史大夫の者を遣わして道中まで出迎えさせると共に、書を送って「将軍（王弥）は不世の功（並ぶものがいない功績）と超時の徳（ずば抜けた徳行）を持っている。故にこのように歓迎されているのだ。将軍の到来を期望し、我は今将軍のために用意した館へ出向いている。座席を拭って礼器を洗い、将軍を敬待しようぞ」と伝えた。
その後、王弥は劉淵と接見を果たすと、彼に帝位に即くよう勧めた。これに劉淵は「我はかねてより将軍の事を竇周公（竇融）のように見做していたが、今はまさしく我が孔明（諸葛亮）・仲華（鄧禹）である。烈祖（劉備）も『我が将軍（諸葛亮）を得たのは、魚が水を得るが如しである』と言っていたな」と述べ、大いに喜んだ。そして、王弥を司隷校尉に任じて侍中・特進を加える旨を告げたが、王弥は固辞して受けなかった。
これ以後、王弥は正式に漢の傘下に入り、その軍事行動に参画するようになった。

### 漢の将軍

#### 鄴・壷関攻略
同年9月、輔漢将軍石勒と共に鄴へ侵攻すると、漢軍の到来を恐れた守将の征北将軍和郁は城を捨てて逃走した。懐帝は豫州刺史裴憲を白馬に駐屯させ、王弥の攻勢に備えさせた。
11月、龍驤大将軍劉曜・輔漢将軍石勒・平北将軍劉霊らと共に魏郡・汲郡・頓丘郡へ侵攻し、50余りの砦を陥落させると、民を徴発して皆兵士として組み込んだ。
永嘉3年（309年）4月、王弥は侍中・都督青徐兗豫荊揚六州諸軍事・征東大将軍・青州牧に任じられ、楚王劉聡・前鋒都督石勒と共に壷関を攻めた。并州刺史劉琨は護軍黄粛・韓述を壷関救援の為に派遣したが、漢軍はいずれも撃破した。太傅司馬越は淮南内史王曠・安豊郡太守衛乾・将軍施融・曹超に迎撃を命じたが、王弥は高都・長平の間で彼らと戦ってこれを大破し、6・7割の兵を討ち取り、施融・曹超の首級を挙げた。さらに屯留・長子を攻略して1万9千人を殺害するか捕虜とすると、上党郡太守龐淳は壷関ごと漢に降伏した。
功績により東萊公に封じられた。

#### 第二次・三次洛陽侵攻
8月、劉聡と共に1万騎を率いて洛陽へ侵攻し、龍驤大将軍劉曜・安北将軍趙固らが後詰となった。漢軍は東海王司馬越が派遣した平北将軍曹武らを破り、続けざまに平昌公司馬模が派遣した淳于定らも撃退すると、進軍を続けて宜陽まで到達し、二学（国学と太学）を焼き払った。9月、劉聡は勝ちに驕って備えを怠っており、弘農郡太守垣延の偽装投降からの夜襲を受けて大敗を喫してしまった。これにより、漢軍は平陽へ撤退した。
10月、劉聡・劉曜・汝陰王劉景らと共に精鋭5万を率いて再び洛陽へ侵攻し、大司空呼延翼が歩兵を率いて後続となった。西晋朝廷は漢軍を撃退したばかりだったため、すぐにまた到来するとは思っておらず、大いに衝撃を受けた。漢軍は河南で晋軍を打ち破ると、宜陽から西明門に進んで駐屯した。西晋の護軍賈胤や北宮純らは宵闇に乗じ、勇士千人余りを率いて夜襲を掛け、大夏門において漢軍は敗れて征虜将軍呼延顥が討ち取られた。その為、南へ軍を後退させて洛水に陣営を築いたが、呼延翼が部下の反逆により殺されてしまい、その部隊は潰走してしまった。それでも劉聡は攻勢を崩さずに再び宣陽門に進駐すると、王弥は広陽門に駐屯し、劉曜・劉景らと共に各門から攻勢をかけた。だが、劉聡は戦場の視察の為に本陣を留守にした隙を突かれ、司馬越配下の太傅参軍孫詢・丘光・楼裒らに奇襲を掛けられ、大敗を喫してしまった。
ここに至って王弥は劉聡へ「今、（我々の）軍は利を失っており、洛陽の守備もなお強固です。また車の運送しようにも道が狭く、糧食は数日も支えきれません。殿下は龍驤（龍驤大将軍の劉曜）と共に平陽に戻られるべきです。糧食を徴発した後にまた挙兵しましょう。下官（自分の事）も兵士と食糧を集め、兗州や豫州で命を待ちます。来るべき日に備えておきます。これをどうして不可としましょうか」と進言した。劉聡は今更帰還など出来ないとして軍を動かそうとしなかったが、劉淵からも撤退命令が届くと、遂に軍を帰還させた。
11月、王弥もまた轘轅関から撤退したが、司馬越配下の薄盛・李惲らより追撃を受け、新汲においてこれを迎え撃つも敗れ去った。その後、2千騎を率いて襄城の諸県へ侵攻した。当時、河東・平陽・弘農・上党に住んでいた数万家の民が、潁川・襄城・汝南・南陽・河南に避難してきていた。彼らは元々いた住民から冷遇されていたことから、城村を焼き払い、二千石の長吏を殺害して王弥に呼応した。

#### 曹嶷を青州へ派遣
12月、王弥は自らの左長史（参謀役）である曹嶷を安東将軍に推挙し、彼を青州攻略に当たらせるよう上奏すると、劉淵はこれを許可した。こうして曹嶷に5千の兵と宝物を与えて青州へ派遣し、流民を招集させると共に王弥の一族を迎え入れるよう命じた。曹嶷は青州に到達すると、西晋軍との抗争に苦しみながらも東平郡・琅邪郡・斉郡などを支配下に入れていき、数年を掛けて次第に大きな勢力となっていった。
永嘉4年（310年）1月、鎮東大将軍石勒が白馬を攻め落とすと、王弥は2万を率いて石勒軍と合流し、共に陳郡・潁川郡へ侵攻した。その後、自らは陽翟に駐屯し、弟の王璋を派遣して石勒と共に徐州・兗州へ攻め入らせたが、司馬越軍に敗れた。

#### 第四次・五次洛陽侵攻
10月、河内王劉粲・始安王劉曜らと共に4万の兵を率いて再び洛陽を攻めた。途上で石勒とも合流し、西晋の監軍裴邈を澠池で破ると、進軍を続けて洛川に入った。だが、そのまま洛陽城を攻める事はせず、轘轅関より出ると、梁・陳・汝南・潁川の4郡を攻めた。
永嘉5年（311年）5月、王弥は劉曜と共に襄城へ侵攻した。同時期、前軍大将將軍呼延晏は漢帝劉聡の命により洛陽へ侵攻していたので、王弥と劉曜は各々軍を率いて合流に向かった。この時、洛陽は酷い食糧不足に陥り、人が互いに食い合うような有様であり、民衆は離散してしまい百官は河陰に逃亡してしまっていた。6月、王弥は洛陽城南の宣陽門に至ると、呼延晏と共にこれを攻め落とした。そして、太極前殿に至ると兵を放って大掠奪を行った。漢軍は懐帝を端門に幽閉し、羊皇后を辱め、皇太子司馬詮を殺害した。陵墓を暴き、宮殿や宗廟を焼き、城府から物資を略奪し、百官および人民3万人余りを殺害した。懐帝は平陽に連行され、この時をもって実質的に西晋は滅亡する事となった（永嘉の乱）。

#### 劉曜との抗争
これより以前、襄城から洛陽へ向かう折、王弥は劉曜を待たずに先んじて洛陽に入っていたので、劉曜はその事を怨んでいた。また、劉曜は王弥へ洛陽での略奪を禁じるよう命じたが、王弥はこれに従わなかった。その為、彼は王弥配下の牙門王延を見せしめとして処刑してしまった。王弥は怒って劉曜の陣に攻撃を掛け、劉曜もまたこれを迎撃し、双方の死者は千人を超えた。見かねた王弥の長史である張嵩は「明公（王弥）は国家の為に協力して大事を興し、事業を助けている立場であります。それなのに、このような所で互いに攻め合っております。何の面目あって主上（劉聡）に顔向けできるのですか！洛陽平定の功は確かに将軍（王弥）にありますが、それでも劉曜は皇族ですから、ここは下手に出るべきです。孫呉を平定した際の二王（王渾と王濬）の諍いは、決して遠い話ではありません。願わくば将軍がこの事をよくお考え下さん事を。将軍がもし兵を動かして彼らと袂を分かったならば、子弟や宗族はどうなると思いますか！」と固く諫めた。これを受け、王弥は「その通りだ。微子（殷の微子啓。末弟の紂王を幾度も諫めるも聞き入れられなかった）よ。我はこの過ちに気づかぬところであった」と言い、劉曜のもとに赴いて謝罪した。こうして両者は和解し、うわべだけはお互いに友好的な態度をとった。王弥はまた「下官（王弥）は過ちに気づきましたが、これは張長史（張嵩）の功績です」と述べると、劉曜もまた張嵩を褒め称えた。王弥と劉曜は共に張嵩に金百斤を下賜した。
また、王弥は劉曜へ「洛陽は天下の中心であり、四方を山河の険で固めております。また、城郭・宮室を新たに築造する必要もありませんから、平陽からここに移すべきかと」と進言した。だが、劉曜はこれに従わず、宮殿に火を放ってから軍を撤退させてしまった。王弥は大いに怒り「屠各（匈奴の種族名）の子め。どうして帝王の意が理解できようか！汝は天下を如何に考えているのか！」と言い放ち、軍を率いて東の項関に駐屯した。
洛陽攻略戦の中で王弥は西晋の司隷校尉劉暾を捕らえていたが、彼とは同郷だったので処断せずに傍に仕えさせるようになっていた。その劉暾は進み出て「今、九州は混乱しており、群雄が天下を狙っています。将軍は漢の為に並ぶ事のない功績を立てましたが、始安王（劉曜）と対立することとなりました。これでは漢に留まることは難しいでしょう。東に向かい本州（王弥の本籍である青州東萊郡）に拠点を築き、天下の形勢を見守るべきです。上は四海を混一する事が出来、下は鼎峙の業を失う事もありません。これこそ上者の策です」と進言すると、王弥はこれに同意した。これにより、次第に王弥は漢の従属関係から距離を置き、自立の道を模索するようになっていった。
8月、これまでの功績により王弥は大将軍に任じられ、斉公に封じられた。この時期、王弥配下の徐邈・高梁が兵士数千人を率いて王弥の下を去り、青州に割拠する曹嶷の下に向かってしまった。これにより王弥の勢力は衰えた。

### 最期

#### 石勒との対立
王弥と石勒は表面上は親しく振舞っていたものの、かねてより内心互いに疎ましく思っていた。石勒は王弥の驍勇を警戒して常に密かにこれに備えており、王弥は石勒を懐柔するため、洛陽から略奪した美女や宝貨を多く贈った。
劉暾は青州に割拠する曹嶷（王弥の元配下）を呼び寄せて共に石勒を挟撃するよう進言すると、王弥はこれに同意して書をしたためた。こうして劉暾を曹嶷の下へ使者として派遣し、曹嶷を呼び寄せると共に、一方で石勒に対しては共に青州へ向かおうと申し出て油断させようとした。だが、劉暾は東阿に至った所で石勒の游騎部隊に捕らえられてしまい、その懐から王弥が曹嶷に宛てた書状が発見された。その内容を見た石勒は劉暾を殺害し、自分を仇なそうとした王弥もまた除こうと心に決めた。石勒は劉暾の処刑を秘匿したので、王弥は劉暾が殺された事を最期まで知ることはなかった。
6月頃、石勒は蒙城を急襲し、長年に渡り漢の侵攻を阻んでいた兗州刺史苟晞を捕らえたが、処断せずに左司馬として取り立てた。これを聞いた王弥は石勒の功績を妬んだが、敢えてそれを秘匿して石勒へ書を送り「貴公は苟晞を捕えながらこれを殺さずに用いるとは、まさしく神威の表れですな。苟晞を公の左に据え、この王弥を公の右に据えれば、天下もすぐに治まることでしょう」と述べ、石勒の出方を窺った。石勒は参謀の張賓と共に王弥誅殺の計画を進めたが、王弥もまた石勒を警戒していたために、実行に移せなかった。

#### 誅殺
その後、石勒は乞活の陳午と交戦し、王弥もまた乞活の劉瑞と対峙したが、王弥は劣勢に立たされたので石勒に救援を求めた。石勒は申し出に応じ、軍を転進させて劉瑞軍を急襲して乱戦の最中に彼を斬った。これに王弥は大いに喜び、これ以降石勒に警戒心を抱く事は無くなった。
10月、王弥は石勒から己吾での酒宴の誘いを受けた。王弥はこれに赴こうとしたが、長史の張嵩は、専諸（春秋時代呉の人物。呉王僚を酒宴の席で暗殺した）、孫峻（三国時代呉の人物。諸葛恪を酒宴の席で暗殺した）を引き合いに出して行くのを思い止まるよう諫めた。しかし、王弥はこの諫言に耳を貸さずに宴席に赴き、心行くまでそれを楽しんだ。酒宴がたけなわとなると、石勒は刀片手に王弥に近づいてそのまま斬り掛かり、王弥は殺されてしまった。石勒は王弥の兵を吸収した事で、その勢力は益々精強となった。

## 人物
幼い頃より才幹を有し、広く様々な書物に通じていたという。勇敢さと優れた計略を併せ持ち、その腕力は人並み外れていた。特にその騎射の腕は素早く巧みであり、青州の人からは「飛豹」と称された。
侵攻略奪に際しては予め多くの謀略を巡らせおき、必ず成功と失敗の両方を想定してから行動に移し、手抜かりは無かったという。

## 逸話
王弥がまだ洛陽にいた頃、隠者の董仲道は彼を見るなり「君は豺の声と豹の目を持っており、乱を好み禍を楽しむ者だ。もし天下で事変が起きたならば、士大夫のままではいないであろう」と評したという。